# Programma nucleare militare britannico
Il Regno Unito fu la terza nazione a sviluppare un'arma nucleare, nell'ottobre 1952. È uno dei cinque "Stati con armi nucleari" (NWS) sotto il trattato di non proliferazione nucleare (TNP), che il Regno Unito ratificò nel 1968. Il Regno Unito tuttora pensa di conservare una riserva di armi per un totale di 160 testate operative.
Sin dall'accordo di difesa reciproca del 1958 tra gli Stati Uniti ed il Regno Unito hanno cooperato sulle materie di sicurezza nucleare.
I legami privilegiati tra le due nazioni incitò lo scambio di informazioni scientifiche e materiali nucleari come il plutonio. Il Regno Unito non diede inizio ad alcun sistema di consegna di armi nucleari indipendente ed un programma di produzione sin dalla cancellazione del Blue Streak negli anni '60 del Novecento, ma ha invece collaborato allo sviluppo del sistema di consegna statunitense, progettato e realizzato dalla Lockheed Martin, e li ha dotati di testate progettate e realizzate dall'Atomic Weapons Establishment. Nel 1974 una proliferazione statunitense notò che "In molti casi la tecnologia missilistica e nucleare britannica fosse basata su tecnologie ricevute dagli Stati Uniti e quindi non poteva essere trasferita legittimamente senza il consenso degli Stati Uniti.